# Våler (Innlandet)
Pour les articles homonymes, voir Våler.
Våler est une kommune de Norvège. Elle est située dans le comté d'Innlandet.